# Firmin Steenbergen
Firmin Steenbergen (Herk-de-Stad, 26 november 1937 -  30 oktober 2015) was een Belgisch senator.

## Levensloop
Hij werd beroepshalve bediende bij de Socialistische Mutualiteiten en was er tevens gewestelijk secretaris.
Steenbergen werd eveneens politiek actief voor de SP en werd voor deze partij verkozen tot gemeenteraadslid van Herk-de-Stad, waar hij van 1971 tot 1976 en van 1983 tot 1989 schepen was. Van 1989 tot 2000 was hij vervolgens burgemeester van de gemeente in opvolging van de overleden Henri Knuts. Tevens was hij provincieraadslid van Limburg.
Van 1991 tot 1993 zetelde hij eveneens in de Belgische Senaat als provinciaal senator voor de provincie Limburg.